# In the Wee Wee Hours...
In the Wee Wee Hours... ist ein US-amerikanischer Dokumentarfilm aus dem Jahr 1987. Für die Regie des Kurzfilmes zeichnete Izak Ben-Meir verantwortlich. Der von der University of Southern California mitproduzierte Studentenfilm über Obdachlose in Los Angeles war 1988 für den Oscar in der Kategorie „Bester Dokumentar-Kurzfilm“ nominiert. In the Wee Wee Hours... war international auf verschiedenen Filmfestivals zu sehen, unter anderem beim International Documentary Film Festival Amsterdam und auf der Berlinale 1989 in der Sektion „Panorama“.

## Handlung
Ben-Meir besucht und interviewt Obdachlose im nächtlichen Los Angeles und befragt sie über ihr Überleben im „Kampf auf der Straße“. Er lässt einen Veteranen des Vietnamkriegs erzählen, wie er nach der Heimkehr aus der Kriegsgefangenschaft nie wieder zurück in die Gesellschaft fand.